# BGC Partners
BGC Partners est une entreprise de service financier américaine.

## Histoire
BGC Partners est issu de la scission de Cantor Fitzgerald en 2004, puis elle a fusionné avec Maxcor Financial en avril 2005 et avec eSpeed en 2008.
En 2013, l'une de ses filiales, Aurel BGC, rachète Ginalfi Finance 
En septembre 2014, BGC lance une offre de rachat de 675 millions de dollars sur GFI Group, qui est en parallèle l'objet d'une offre similaire de la part de CME Group.
En 2019, les régulateurs américains et new-yorkais ont infligé une amende de 25 millions de dollars à deux unités de BGC Partners INC. La raison de cette amende est que les courtiers ont inventé de fausses transactions pour inciter frauduleusement leurs clients à effectuer des opérations sur des options de change à des prix injustes.

## Actionnaires
Liste des principaux actionnaires au 15 novembre 2019:
| The Vanguard Group          | 8,74% |
| Principal Global Investors  | 6,24% |
| CF Group Management         | 6,20% |
| Howard William Lutnick      | 4,63% |
| Cardinal Capital Management | 4,61% |
| Raymond James & Associates  | 4,04% |
| Point72 Asset Management    | 3,62% |
| BlackRock Fund Advisors     | 2,57% |
| Rubric Capital Management   | 2,12% |
| Edge Asset Management       | 1,41% |